# Stylopoda cephalica
Stylopoda cephalica là một loài bướm đêm trong họ Noctuidae.